# Pernilla Andersson
Pernilla Maria Theresa Andersson Dregen (Estocolmo, 10 de diciembre de 1974) es una cantante y compositora sueca. Es presentadora del programa de televisión True Talent. Está casada con el guitarrista Dregen. Recibió la beca de SKAP en 2001.
Aunque nació en Estocolmo, pasó su infancia en Hässleholm y Kristianstad.
Andersson cantó la canción Blå vägen hem en el disco de Svante Thuresson Svante Thuresson & vänner. Ella escribió la música del álbum de Thuresson Nya kickar y produjo dos álbumes de Thuresson.
Andersson compitió en el Melodifestivalen 2011 con la canción Desperados. En 2011 recibió la beca de Ulla Billquist.

## Discografía

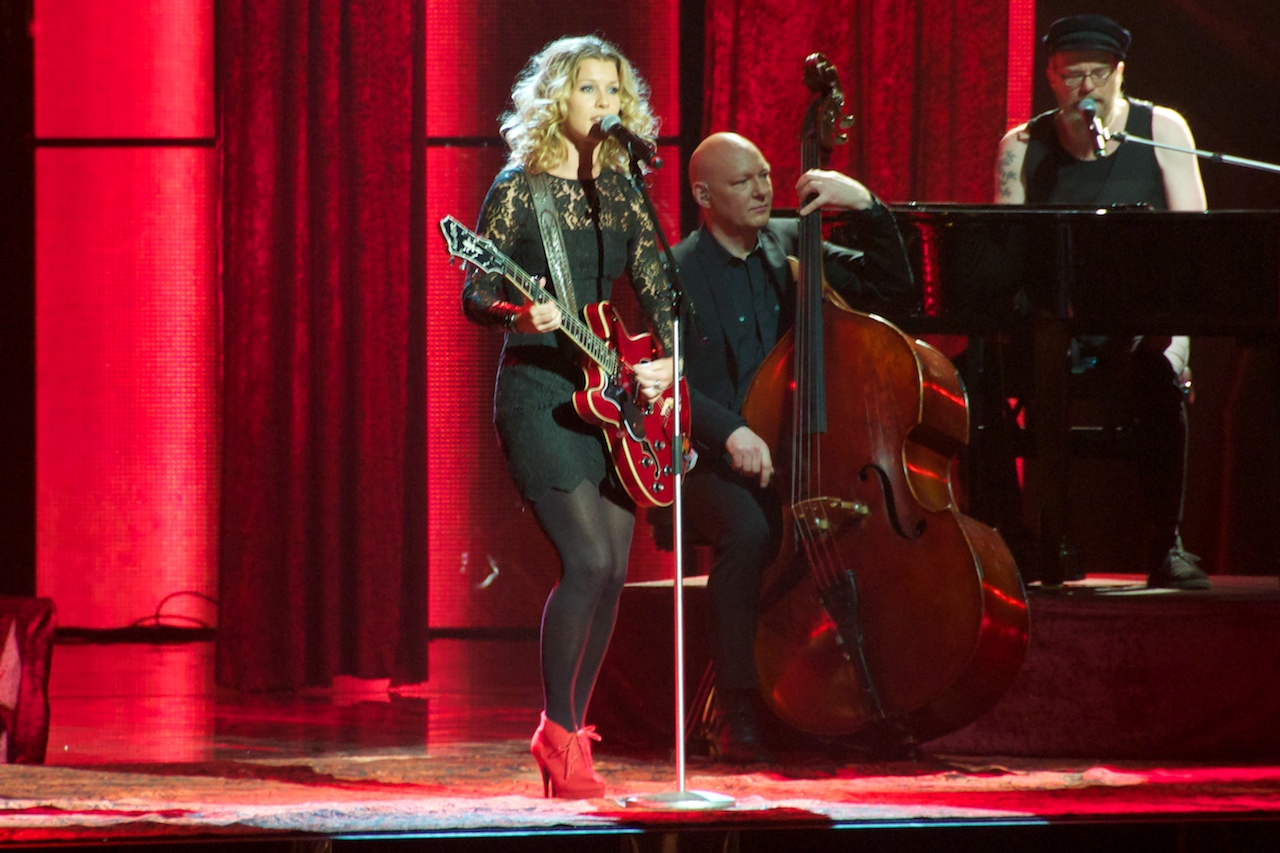
Pernilla Andersson en Melodifestivalen 2011.

### Álbumes
- 1999 - My Journey
- 2000 - All Smiles
- 2004 - Cradlehouse
- 2007 - Baby Blue
- 2008 - Gör dig till hund
- 2009 - Ashbury Apples
- 2010 - Ö
- 2012 - Det är en spricka i allt det är så ljuset kommer in